# Oxira carnea
Oxira carnea är en fjärilsart som beskrevs av Carl Peter Thunberg 1792. Oxira carnea ingår i släktet Oxira och familjen nattflyn. Inga underarter finns listade i Catalogue of Life.